# Złoty Hipolit
Złoty Hipolit – coroczne wyróżnienie przyznawane od 2001 przez poznańskie Towarzystwo im. Hipolita Cegielskiego, statuetka wręczana jest wraz z tytułem Wybitnej Osobistości Pracy Organicznej.
Wyróżnienie otrzymują osoby, które trwale zapisały się w świadomości społecznej poprzez propagowanie postaw patriotycznych, szacunku do wartości pozytywistycznych i pracy organicznej, jako źródła pomyślności narodu. Kapitułę Złotego Hipolita stanowią intelektualiści reprezentujący różne nurty społeczne, naukę, religię, kulturę i media. Zgłaszanie kandydatów jest możliwe przez instytucje i osoby prywatne, obdarzone mandatem społecznego zaufania.

## Laureaci

### 2001
- Jan Paweł II – pierwowzór w darze
- Zenon Grocholewski – kardynał
- Jerzy Kawalerowicz – reżyser
- Gerard Labuda – profesor
- Tadeusz Mazowiecki – polityk, premier RP
- Krzysztof Penderecki – kompozytor
- Ewa Łętowska – profesor

### 2002
- Czesław Łuczak – profesor
- Zdzisław Lech Sadowski – profesor
- Antoni Jan Dziatkowiak – profesor, kardiochirurg
- Mariusz Walter – reporter
- Józef Stasiński – artysta
- Stefan Stuligrosz – chórzysta

### 2003
- Józef Glemp – prymas
- Władysław Bartoszewski – polityk
- Wanda Błeńska – lekarz
- Andrzej Kwilecki – profesor
- Wacław Wilczyński – profesor
- Stefan Mackiewicz – profesor, reumatolog, immunolog
- Wojciech Kilar – kompozytor
- Aleksander Kwaśniewski – polityk, prezydent RP

### 2004
- Jan Nowak-Jeziorański – żołnierz, pisarz
- Krystyna Feldman – aktorka
- Leszek Kołakowski – profesor
- Henryk Muszyński – arcybiskup
- Zbigniew Radwański – profesor
- Andrzej Wajda – reżyser
- Andrzej Wituski – prezydent Poznania

### 2005
- Michał Gutowski – generał
- Gustaw Holoubek – aktor
- Alojzy Andrzej Łuczak – pisarz
- Antoni Pruszewicz – lekarz
- Bohdan Tomaszewski – dziennikarz sportowy
- Lech Trzeciakowski – historyk
- Wincenty Pezacki – rolnik, naukowiec
- Stanisław Dziwisz – kardynał
- Franciszek Macharski – kardynał

### 2006
- Ryszard Kapuściński – pisarz, dziennikarz
- Jacek Łuczak – profesor
- Zdzisław Miedziarek – dyrektor HCP
- Kazimierz Szebiotko – profesor
- Bolesław Wojciechowicz – profesor
- Józef Kowalczyk – arcybiskup
- Teresa Rabska – profesor, prawnik

### 2007
- Magdalena Abakanowicz – artystka
- Adam Boniecki – dziennikarz
- Bohdan Gruchman – rektor UEP
- Czesław Janicki – profesor, wicepremier
- Adam Kochanowski – publicysta
- Jerzy Regulski – profesor, samorządowiec
- Władysław Górski – profesor, prawnik

### 2008
- Władysław Pilawski – żołnierz
- Henryk Burczyk – profesor
- Izabela Cywińska – profesor
- Andrzej Koszewski – profesor, kompozytor
- Jerzy Pawełkiewicz – profesor, biochemik
- Marian Przykucki – arcybiskup
- Tadeusz Rut – profesor, wynalazca
- Henryk Samsonowicz – profesor, rektor UW

### 2009
- Ryszard Domański – profesor
- Andrzej Dubas – profesor
- Stanisław Gądecki – arcybiskup
- Bogusław Kaczyński – publicysta muzyczny
- Tadeusz Konwicki – pisarz, reżyser
- Jan Stankowski – profesor
- Gerard Straburzyński – profesor
- Wanda Wiłkomirska – skrzypaczka

### 2010
- Leszek Balcerowicz – ekonomista, polityk
- Jadwiga Kaliszewska – skrzypaczka
- Andrzej Legocki – profesor, biochemik
- Zbigniew Pawłowski – profesor, parazytolog
- Adam Smorawiński – sportowiec
- Jacek Wiesiołowski – profesor, historyk
- Eugeniusz Makulski – ksiądz, twórca sanktuarium licheńskiego

### 2013[1]
- Bronisław Komorowski − prezydent RP
- Agnieszka Duczmal − dyrygentka
- Marian Ilnicki − prezes spółdzielni rolniczej
- Lech Konopiński − literat i animator kultury
- Tadeusz Malinowski −
- Tadeusz Maliński − naukowiec
- Kazimierz Nycz − kardynał
- Jan Węglarz − informatyk

### 2014
- Elżbieta Dzikowska − podróżniczka, dziennikarka i pisarka[2]
- Jan Kulczyk − przedsiębiorca[2]
- Włodzimierz Łęcki − polityk, działacz społeczny i turystyczny[2]
- Bogdan Marciniec − profesor chemii[2]
- Eustachy Rakoczy − zakonnik, naukowiec i działacz społeczny[2]
- Wojciech Siudmak − artysta malarz[2]
- Krzysztof Zanussi − reżyser i scenarzysta filmowy[2]
- Andrzej Zoll − profesor prawa[2]

### 2015
- Maria Siemionow − chirurg, transplantolog[3]
- Marek Jędraszewski − arcybiskup, metropolita łódzki[4]
- Włodzimierz Fiszer − profesor Uniwersytetu Przyrodniczego w Poznaniu[4]
- Zygmunt Nowak − architekt[4]
- Norbert Skupniewicz − artysta malarz[4]
- Franciszek Ziejka − uczony, historyk literatury polskiej, profesor, UJ[4]
- Józef Zych − prawnik i polityk, poseł, marszałek[4]

### 2016
- Tadeusz Sznuk − dziennikarz i prezenter telewizyjny[5]
- Hanna Kóčka-Krenz − profesor historii[5]
- Stanisław Napierała − biskup kaliski[5]
- Waldemar Andrzejewski − profesor Akademii Muzycznej w Poznaniu[5]
- Mieczysław Dondajewski − były dyrektor Teatru Wielkiego w Poznaniu[5]
- Antoni Karwacki − działacz oświatowy i sportowy[5]
- Wojciech Łączkowski − profesor prawa[5]

### 2017
- Andrzej Bobiński − przedsiębiorca
- Jerzy Gołębiewski − dziennikarz
- Lucjana Kuźnicka-Tylenda − przedsiębiorca
- Stanisław Lorenc − były rektor UAM
- Jerzy Maksymiuk − dyrygent, kompozytor
- Roman Słowiński − profesor, prezes poznańskiego oddziału PAN
- Jan Stanisławski − ksiądz katolicki, prałat
- Tomasz Trojanowski − neurochirurg[6]

### 2018
- Edmund Dudziński − działacz społeczno-kulturalny
- Szczepan Gawłowski − przedsiębiorca, filantrop,
- Katarzyna Gärtner − kompozytorka, pianistka, aranżerka,
- Zbigniew Jasiewicz − etnolog
- Mieczysław Mokrzycki − metropolita lwowski
- Zbigniew Młynarek − geotechnik
- Józef Orczyk − ekonomista
- Stanisław Sołtysiński − prawnik

### 2019
- Jan Englert − aktor i reżyser
- Zdzisław Fortuniak − biskup senior
- Józef Garbarczyk − mechanik i pedagog
- Andrzej Korzeniowski − chemik i towaroznawca
- Paweł Kuszczyński −  ekonomista, poeta, literat
- Józef Petruk − artysta rzeźbiarz
- Teresa Zarzeczańska-Różańska − wybitna pływaczka, pedagog[7]

### 2020
- Stefan Jurga − fizyk
- Jan A.P. Kaczmarek − muzyk, kompozytor, laureat Oskara
- Emilian Kamiński −  aktor i reżyser
- Witold Modzelewski − prawnik
- Andrzej Nowak − historyk
- Wojciech Polak − Prymas Polski
- Hanna Suchocka − prawnik, polityk, Premier RP
- Ewa Wycichowska − tancerka i pedagog[8]